# Necropoli di Beit She'arim

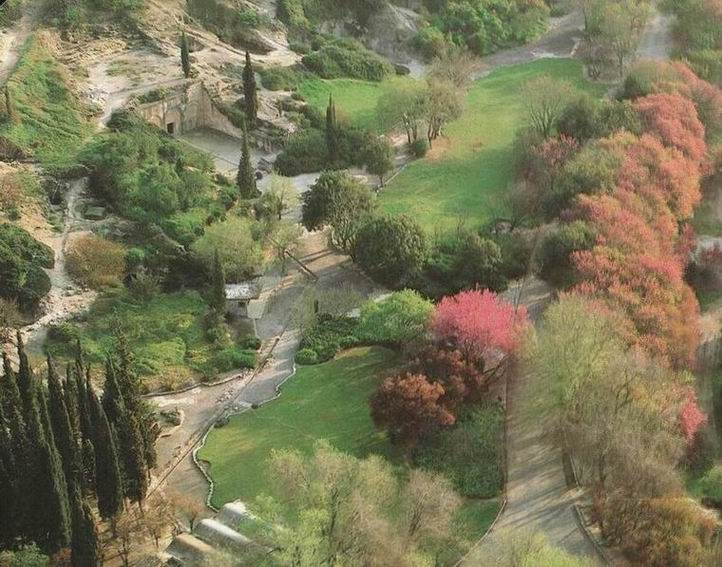
Parco nazionale di Beit She'arim

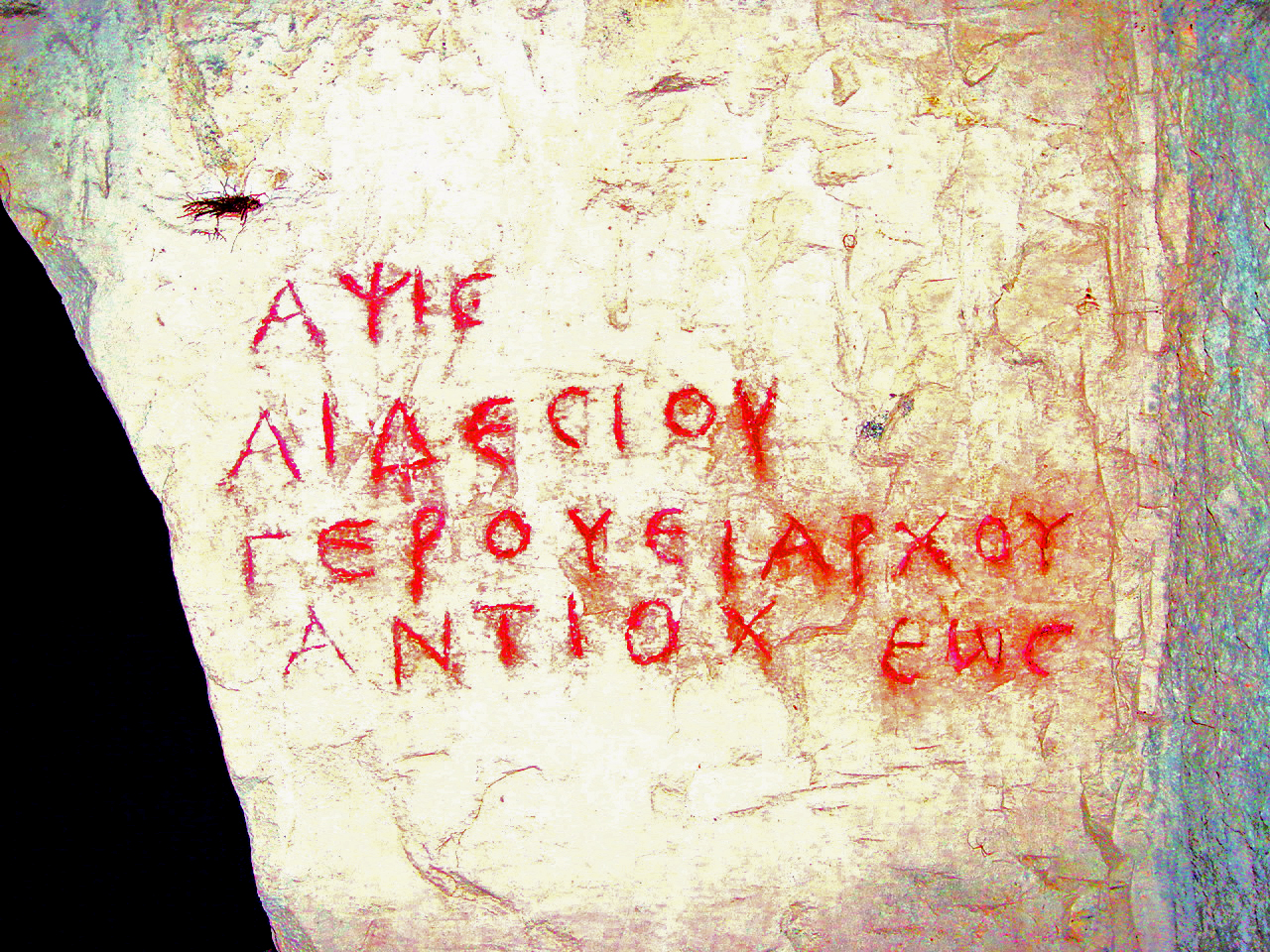
Iscrizione murale (epitaffio) in greco: "La tomba di Aidesios, capo del consiglio degli anziani, da Antiochia"

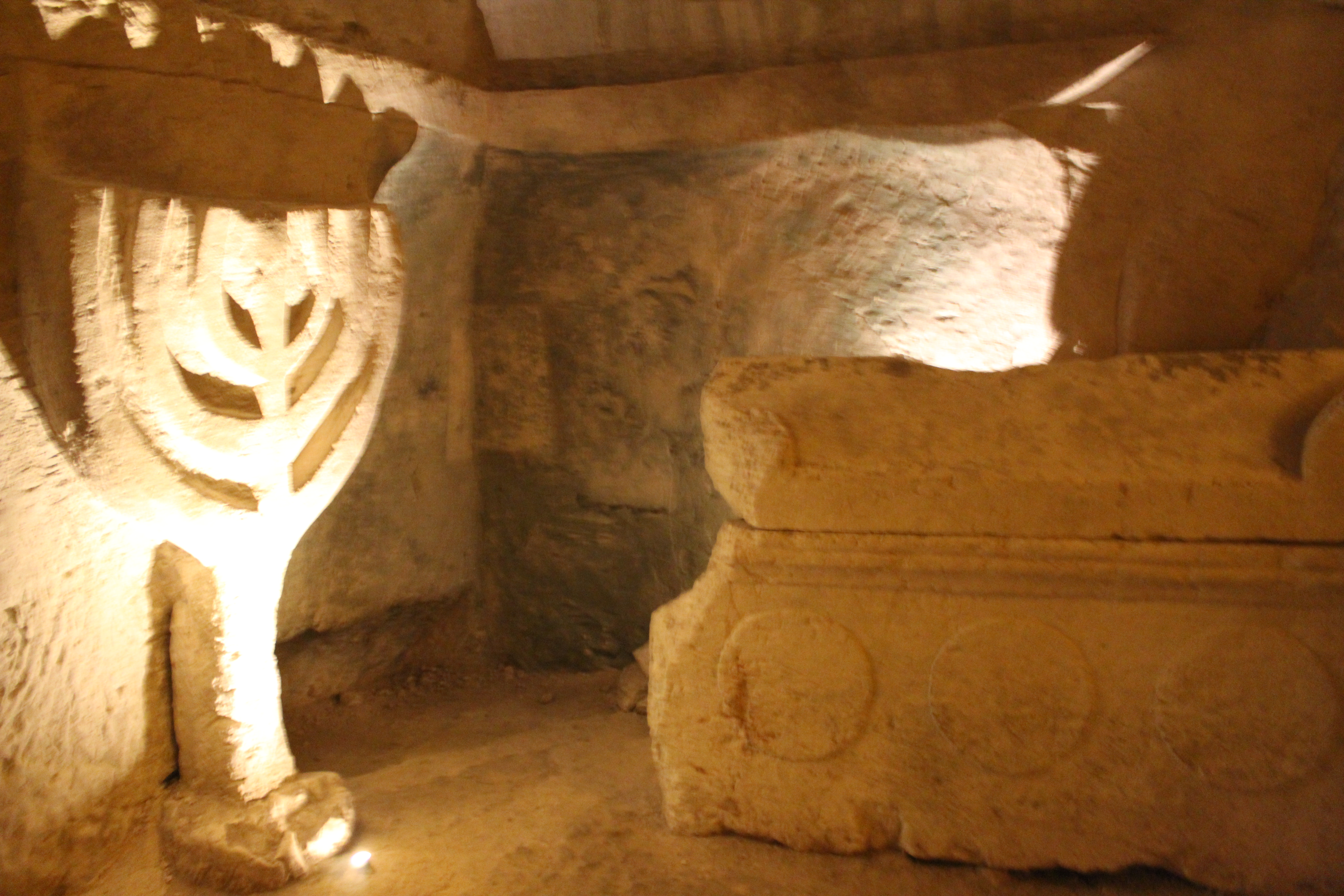
Menorah e sarcofago nella "Grotta delle bare", Catacomba n. 20

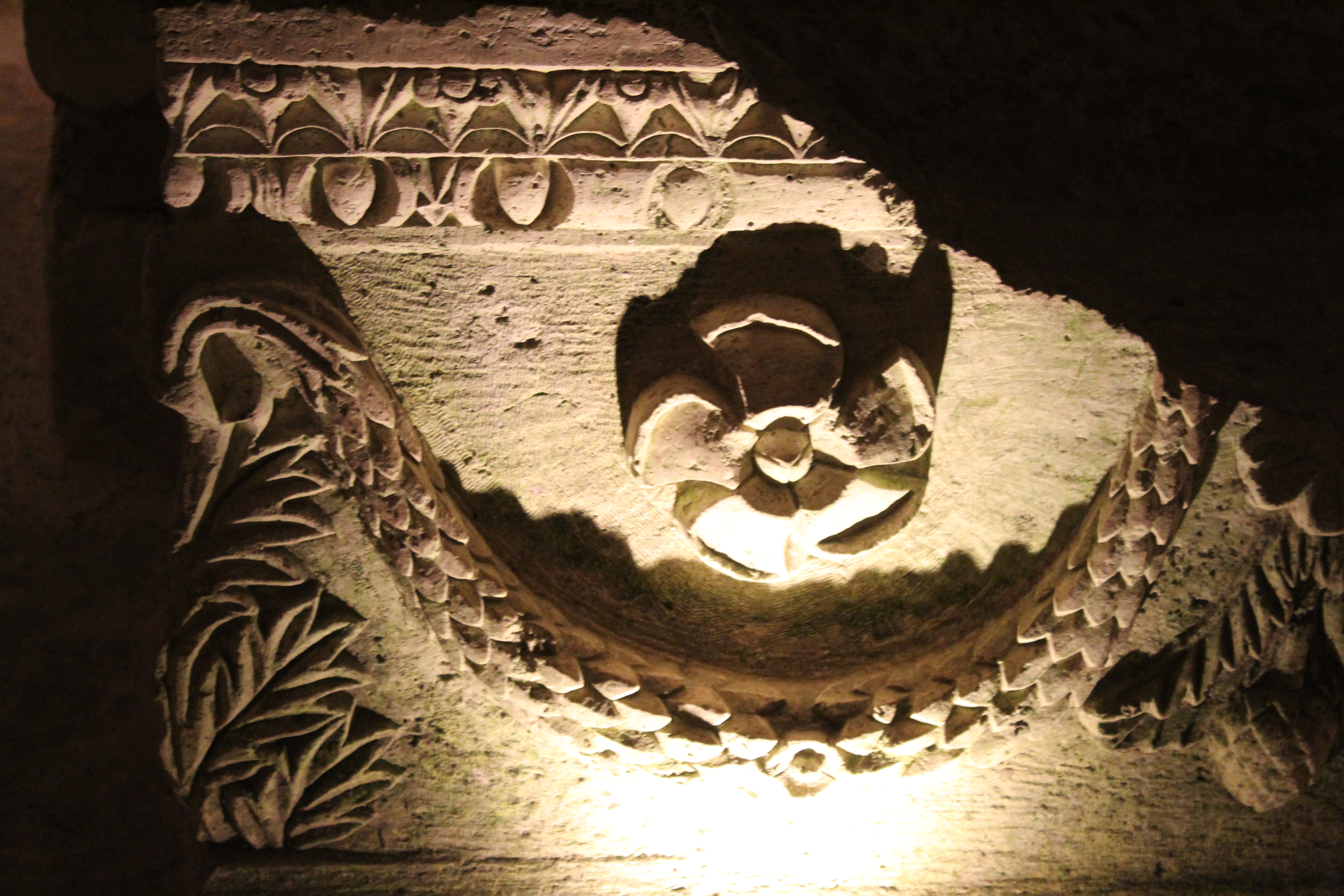
Sarcofago decorato nella "Grotta delle bare", Catacomba n. 20

Beit She'arim (in ebraico בֵּית שְׁעָרִים‎? , "Casa delle Porte") è il nome attualmente utilizzato per indicare l'antica città ebraica di Bet She'arāyim ("Casa dalle due porte") o Kfar She'arāyim ( "Villaggio delle due porte"), reso popolare dalle sue necropoli, e ora noto come Parco Nazionale di Beit She'arim. Il sito, ubicato su una collina, era inizialmente conosciuto con il nome arabo Sheikh Ibreik o Sheikh Abreik. Venne acquistato dal Fondo Nazionale Ebraico e nel 1936 il geografo storico Samuel Klein lo identificò come Talmudic Beit She'arim.
Il sito archeologico parzialmente scavato è costituito principalmente da un'estesa necropoli di tombe rupestri e da alcuni resti della città stessa. È gestito dall'Ente Parchi Nazionali. Confina con la città di Kiryat Tiv'on a nord-est e si trova a cinque chilometri a ovest del moshav che prende il nome dalla posizione storica nel 1926, un decennio prima della sua identificazione archeologica. Si trova a 20 km a est di Haifa, ai piedi delle colline meridionali della Bassa Galilea.
Nel 2015 la necropoli è stata dichiarata patrimonio dell'umanità dall'UNESCO. La vasta necropoli della città è scolpita nel morbido calcare e contiene più di 30 sistemi di grotte funerarie. Quando le catacombe furono esplorate per la prima volta dagli archeologi, nel XX secolo, le tombe erano già cadute in grande rovina e abbandono e i sarcofagi in esse contenuti erano stati quasi tutti violati da tombaroli in cerca di tesori. Si credeva che questo saccheggio fosse avvenuto nell'VIII e nel IX secolo sulla base del tipo di lampade di terracotta trovate in situ. I ladri hanno anche svuotato le bare di pietra delle ossa del defunto. Durante il periodo mamelucco (XIII-XV secolo), la "Grotta delle bare" (catacomba n. 20) fungeva da rifugio per i pastori arabi. Il tenente C.R. Conder del Palestine Exploration Fund visitò il sito alla fine del 1872 e descrisse uno dei sistemi di grotte, noto come "Grotta dell'inferno" (Mŭghâret el-Jehennum). Durante l'esplorazione di una catacomba, vi trovò una moneta di Agrippa, che lo portò a concludere che le rovine risalgono "al tardo periodo ebraico, circa all'era cristiana". Benjamin Mazar, durante i suoi scavi di Sheikh Abreik, scoprì monete che datano non più tardi dell'epoca di Costantino il Grande e di Costanzo II.
Sebbene solo una parte della necropoli sia stata scavata, è stata paragonata a un libro inciso nella pietra. Le sue catacombe, i mausolei e i sarcofagi sono decorati con simboli e figure elaborati, nonché un'impressionante quantità di iscrizioni incise e dipinte in ebraico, aramaico, palmireno e greco, che documentano due secoli di conquiste storiche e culturali. La ricchezza di ornamenti artistici, contenuta nel più antico ed esteso cimitero ebraico del mondo, non ha eguali in nessun luogo.

## Nome
Secondo Moshe Sharon, sulla base di quanto scritto da Yechezkel Kutscher, il nome della città era Beit She'arayim o Kfar She'arayim (Casa/Villaggio delle due Porte). L'antica pronuncia ebraica yemenita del nome è anche Bet She'arayim, che è più strettamente correlata alla resa greca antica del nome, cioè Βησάρα, Besara.
L'ortografia popolare per la parola ebraica per casa è "beit", mentre quella tradizionale di Re Giacomo è "beth"; lo sforzo è ora quello di sostituire entrambi con l'etimologicamente più adatto "bet".

## Storia

### Età del ferro
I frammenti di ceramica rinvenuti nel sito indicano che un primo insediamento risalirebbe all'età del ferro.

### Periodo del Secondo Tempio

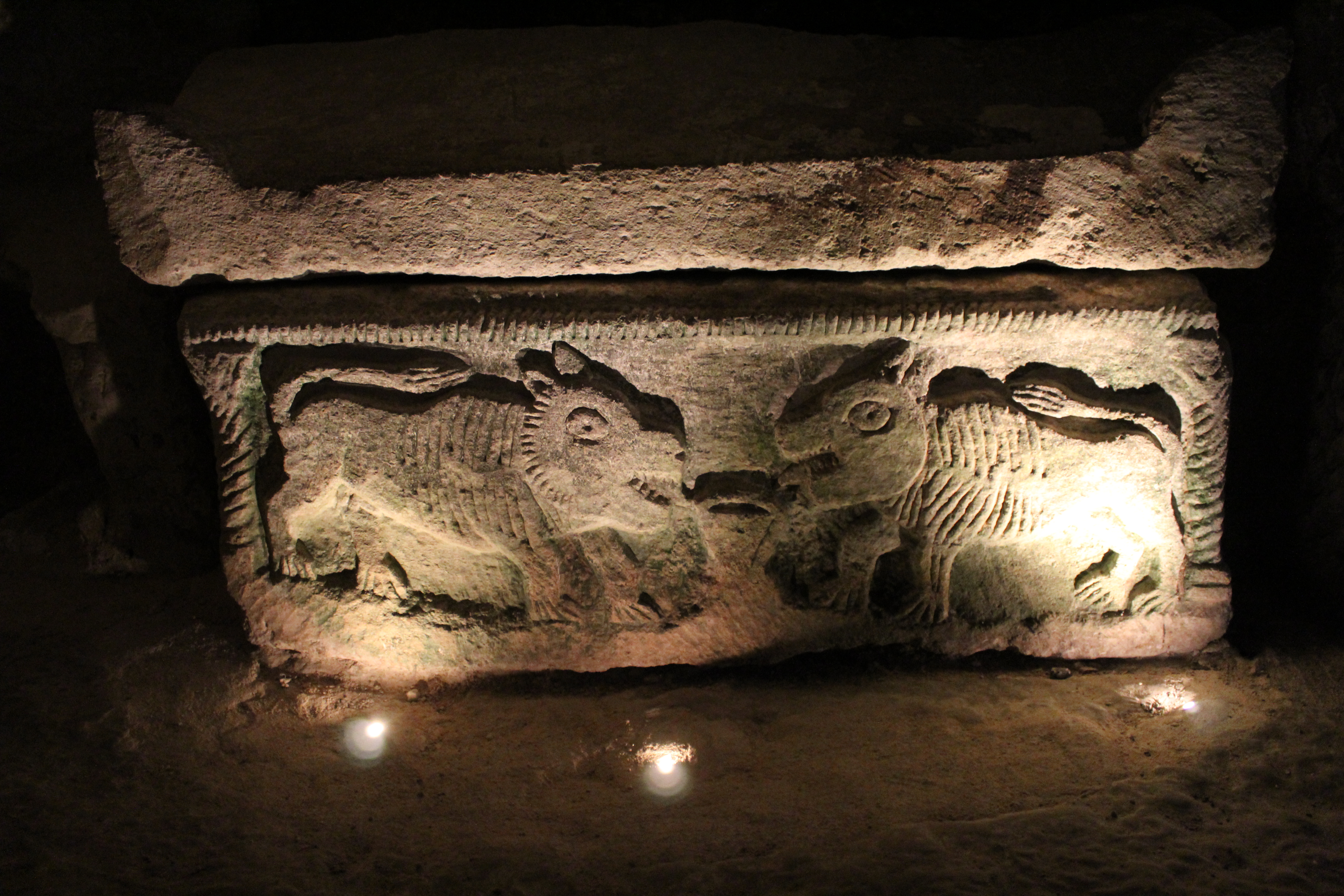
Due leoni, uno di fronte all'altro, una scena mitologica greca che decora un sarcofago nella Grotta delle bare

Beit She'arayim fu fondata alla fine del I secolo a.C., durante il regno del re Erode. Lo storico ebreo romano Flavio Giuseppe, nella sua Vita, definì la città in greco Besara, il centro amministrativo dei feudi della regina Berenice nella valle di Jezreel.

### Epoca romana e bizantina
Dopo la distruzione del Secondo tempio di Gerusalemme, nell'anno 70, il Sinedrio (legislatura ebraica e consiglio supremo) emigrò da un luogo all'altro, andando prima a Jabneh, poi a Usha, da lì a Shefar'am e quindi a Beit She'arayim. La città è menzionata nella letteratura rabbinica come un importante centro di cultura ebraica durante il II secolo. Rabbi Giuda il Principe (Yehudah HaNasi), capo del Sinedrio e compilatore della Mishna, viveva lì. Negli ultimi diciassette anni della sua vita si trasferì a Sepphoris per motivi di salute, ma progettò la sua sepoltura a Beit She'arim. Secondo la tradizione vi possedeva un terreno ricevuto in dono dal suo amico, l'imperatore romano Marco Aurelio Antonino. Il luogo di sepoltura più desiderato per gli ebrei era il Monte degli Ulivi a Gerusalemme, ma nel 135, quando gli ebrei furono esclusi dall'area, Beit She'arim divenne un'alternativa. Il fatto che Rabbi Giuda fu sepolto lì portò molti altri ebrei da tutto il paese e dalla diaspora ebraica, dalla vicina Fenicia al lontano Himyar nello Yemen, ad essere sepolti accanto alla sua tomba.
Quasi 300 iscrizioni, principalmente in greco, ma anche in ebraico, aramaico e palmireno, sono state trovate sulle pareti delle catacombe contenenti numerosi sarcofagi.

### Primo periodo islamico
Dall'inizio del primo periodo islamico (VII secolo), l'insediamento perse di importanza. Gli scavi hanno portato alla luce 75 lampade risalenti al periodo degli Omayyadi (VII-VIII secolo) e Abbasidi (VIII-XIII secolo) che dominavano la Palestina. Nel sito è stata trovata anche una grande fabbrica di vetro del periodo abbaside del IX secolo (vedi sotto).

### Periodo delle crociate
Ci sono alcune testimonianze di attività nel vicino villaggio e necropoli risalenti al periodo crociato (XII secolo), probabilmente legate a viandanti e insediamenti temporanei.

### Periodo ottomano
Un piccolo villaggio arabo chiamato Sheikh Bureik si trovava sopra la necropoli almeno dalla fine del XVI secolo. Una mappa di Pierre Jacotin eseguita durante la Campagna d'Egitto di Napoleone del 1799 mostra il luogo, chiamato Cheik Abrit.

### Mandato britannico
Il censimento dell'ottobre 1922 della Palestina registra Sheikh Abreik con una popolazione di 111 musulmani. Ad un certo punto, durante i primi anni 1920, la famiglia Sursuk vendette le terre del villaggio, compresa la necropoli, al Fondo nazionale ebraico, tramite Yehoshua Hankin, un attivista sionista responsabile della maggior parte dei principali acquisti di terreni dell'Organizzazione sionista mondiale nella Palestina ottomana. Dopo la vendita, che includeva le terre dei villaggi arabi di Harithiya, Sheikh Abreik e Harbaj, un totale di 59 coloni arabi vennero sfrattati dai tre villaggi, con un risarcimento di 3.314 sterline. Nel 1925 fu fondato un insediamento agricolo sulle rovine di Sheikh Abreik da parte dell'Hapoel HaMizrachi, un partito politico sionista e movimento di insediamento, ma che in seguito abbandonò il sito per un nuovo insediamento a Sde Ya'akov.

## Archeologia

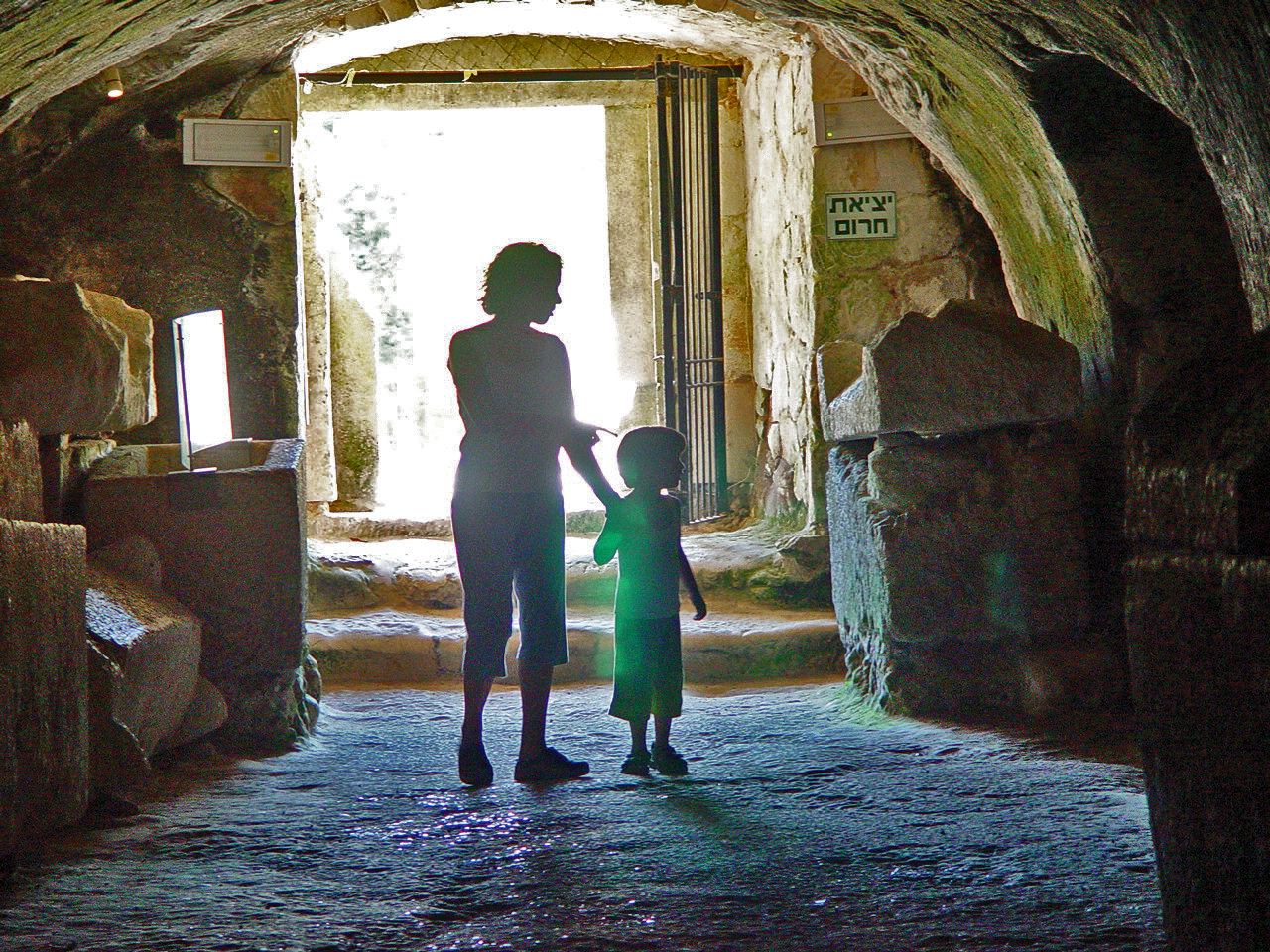
Visitatori nella Grotta delle bare

L'importanza archeologica del sito fu riconosciuta nel 1880 dal Survey of Western Palestine, che esplorò molte tombe e catacombe, ma non fece scavi. Nel 1936, Alexander Zaïd, impiegato dal JNF come guardiano, riferì di aver trovato una breccia nel muro di una delle grotte che conduceva in un'altra grotta decorata con iscrizioni. Negli anni 1930 e 1950, il sito fu scavato da Benjamin Mazar e Nahman Avigad. Nel 2014 il sistema di grotte funerarie a Beit She'arim era ancora in fase di esplorazione e di scavo.

### Necropoli ebraica
Nella necropoli di Beit She'arim sono state scoperte finora un totale di 21 catacombe, quasi tutte contenenti una sala principale con nicchie nel muro (loculi) e sarcofagi che un tempo contenevano i resti dei morti. Da allora questi sono stati rimossi, sia dai tombaroli che da Atra Kadisha, l'ente governativo responsabile della sepoltura delle ossa esumate nei siti archeologici. La maggior parte dei resti risale al II-IV secolo. Presso la necropoli sono state scoperte circa 300 iscrizioni sepolcrali, la maggior parte delle quali incise in onciali greche e poche in ebraico e aramaico. I riferimenti geografici in queste iscrizioni rivelano che la necropoli era utilizzata da persone della città di Beit She'arim, di altre parti della Galilea e persino di città lontane come Palmira (in Siria) e Tiro in Libano. Altri provenivano da Antiochia (in Turchia), Mesene (nella Mesopotamia meridionale), dalla costa fenicia, Sidone, Beirut e Byblos (in Libano) e Himyar (nello Yemen), tra gli altri luoghi.
A parte un vasto corpus di iscrizioni in diverse lingue, le pareti e le tombe hanno molte immagini, incise e scolpite in rilievo, che vanno da simboli ebraici e decorazioni geometriche ad animali e figure del mito e della religione ellenistica. Molti degli epigrammi scritti per conto del defunto mostrano una forte influenza culturale ellenistica, poiché molti di essi sono presi direttamente dai poemi di Omero. In una delle grotte è stata scoperta una lastra di marmo di 21 x 24 x 2 centimetri con l'iscrizione greca: Μημοριον Λέο νπου πατρος του ριββι παρηγοριου και Ιουλιανου παλατινουα ποχρυσοχων (“In memoria di Leone, padre del rabbino consolatore e Giuliano, orafi palatini”). L'accesso a molte delle catacombe era ottenuto passando attraverso porte in pietra, che un tempo ruotavano sul loro asse.
Nell'ottobre 2009 sono state aperte al pubblico due nuove grotte, le cui tombe risalgono ai primi due secoli dell'era volgare. Le catacombe n. 20 e n. 14 sono regolarmente aperte al pubblico, ma la maggior parte delle altre rimane chiusa; alcune sono aperte nei fine settimana su richiesta speciale e previo appuntamento.

#### Grotta di Yehuda HaNasi (Giuda il Principe)

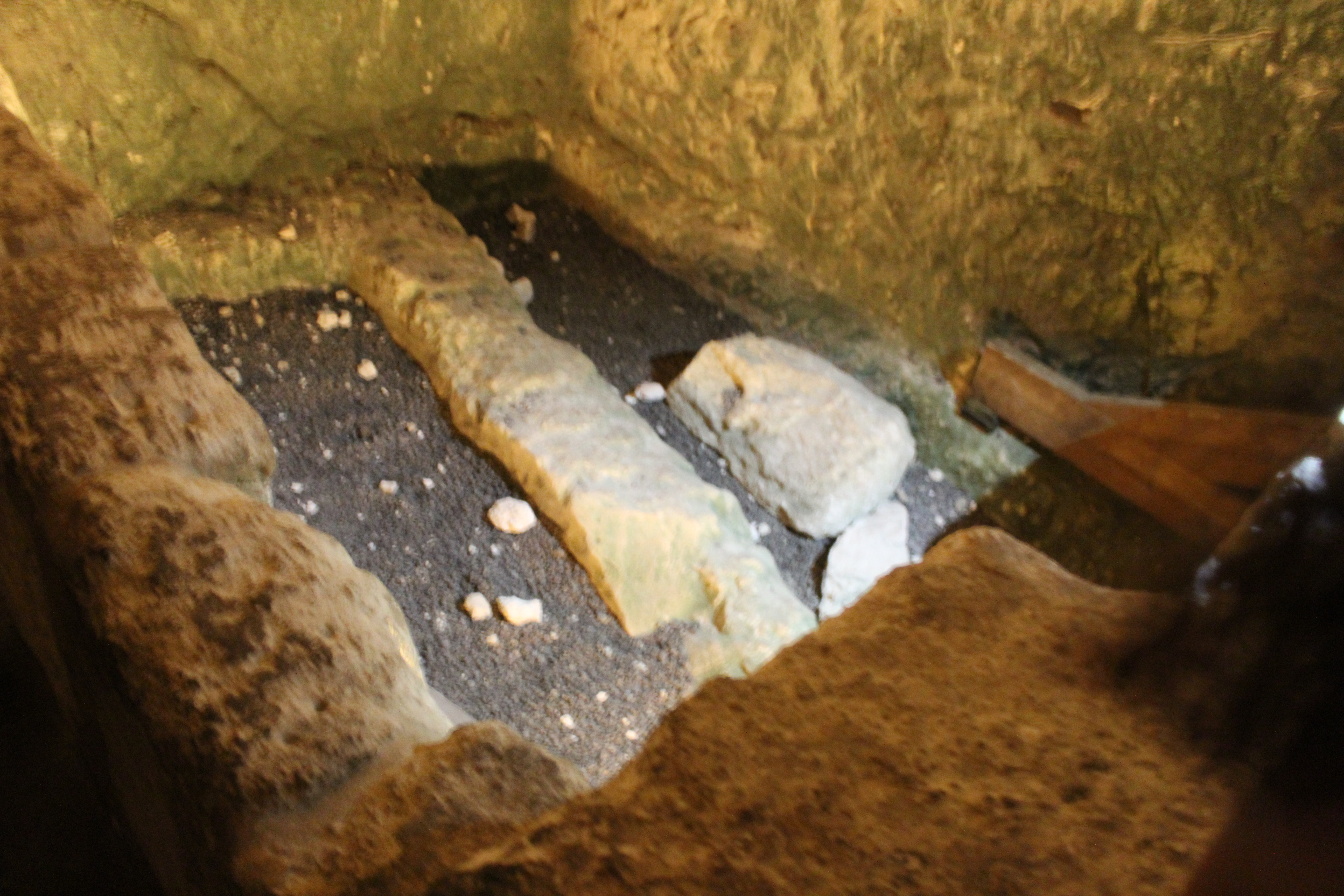
Tombe rupestri nella Catacomba n. 14, che si pensa appartenesse al rabbino Yehuda HaNasi

Il Talmud di Gerusalemme e il Talmud babilonese citano Beit She'arim come luogo di sepoltura di Rabbi Giuda il Principe (ebraico: Yehuda HaNasi). Il suo funerale è descritto come segue: "Quel giorno furono compiuti miracoli. Era sera e tutte le città si radunarono per piangerlo, e diciotto sinagoghe lo lodarono e lo portarono a Bet Shearim, e la luce del giorno rimase finché tutti raggiunsero la sua casa (Ketubot 12, 35a)." Si ritiene che il fatto che Rabbi Giuda sia stato sepolto qui sia una delle ragioni principali della popolarità della necropoli nella tarda antichità. La catacomba n. 14 apparteneva probabilmente alla famiglia di Rabbi Giuda il Principe. Una chiara iscrizione che indica il nome e il titolo di Rabbi Giuda il Principe in quella catacomba la identifica come il suo luogo di sepoltura. Un'iscrizione ebraica sul muro recita "Simon [Shimon] mio figlio sarà "hakham" [presidente del Sinedrio], Gamaliel mio figlio patriarca, Hanania bar Hama presiederà la grande corte", in riferimento ai figli di Rabbi Giuda, Rabbi Shimon e Rabbi Gamliel, e al suo allievo, Rabbi Hanina bar Hama, una dichiarazione che è menzionata anche nel trattato "Kesubos" del Talmud. Due tombe, situate una accanto all'altra all'interno della stessa catacomba, sono identificate da iscrizioni bilingue ebraiche e greche come quelle di "R. Gamliel" e "R. Shimon", che si ritiene si riferiscano ai figli di Giuda, il nasi Gamaliel III e l'hakham Rabbi Shimon.

#### Tombe himyarite
Benjamin Mazar scoprì nel 1937 a Beit She'arim un sistema di tombe appartenenti agli ebrei di Himyar (oggi Yemen) risalenti al III secolo. La forza dei legami tra l'ebraismo yemenita e la Terra d'Israele emerge dal sistema di tombe di Beit She'arim risalenti al III secolo. È di grande importanza che gli ebrei di Ḥimyar venissero condotti per la sepoltura in quello che allora era considerato un luogo prestigioso, vicino alle catacombe del Sinedrio. Coloro che avevano i mezzi finanziari portavano i loro morti a essere sepolti in Terra d'Israele, poiché era considerata una virtù eccezionale per gli ebrei non essere sepolti in terre straniere, ma piuttosto nella terra dei loro antenati. Si ipotizza che gli Ḥimyari, durante la loro vita, fossero conosciuti e rispettati agli occhi di coloro che abitavano in Terra d'Israele, visto che ad uno di loro, il cui nome era Menaḥem, fu dato l'epiteto qyl ḥmyr [principe di Ḥimyar], nella legatura Ḥimyari di otto caratteri, mentre nell'iscrizione greca era chiamato Menae presbyteros (Menaḥem, il maggiore della comunità). Vi è inciso anche il nome di una donna, scritto in greco nella sua forma genitiva, Ενλογιαζ, che significa "virtù", "benedizione" o "grazia"; tuttavia la sua precisa trascrizione rimane oggetto di controversia accademica. Gli abitanti di Himyar erano sepolti in un'unica catacomba, in cui da una sala principale si diramavano 40 stanze o loculi più piccoli.

### Periodo abbaside

#### Industria del vetro
Nel 1956 un bulldozer che lavorava nel sito portò alla luce un'enorme lastra rettangolare 3,3 × 1,95 × 0,4 metri, del peso di 9 tonnellate. Inizialmente venne usata come pavimento, ma alla fine fu studiata e si scoprì che era una gigantesca lastra di vetro. Nel IX secolo, durante il periodo abbaside, sul sito c'era un forno per la fusione del vetro che produceva grandi lastre di vetro fuso, che venivano raffreddate e poi suddivise in piccoli pezzi per la lavorazione di recipienti in vetro

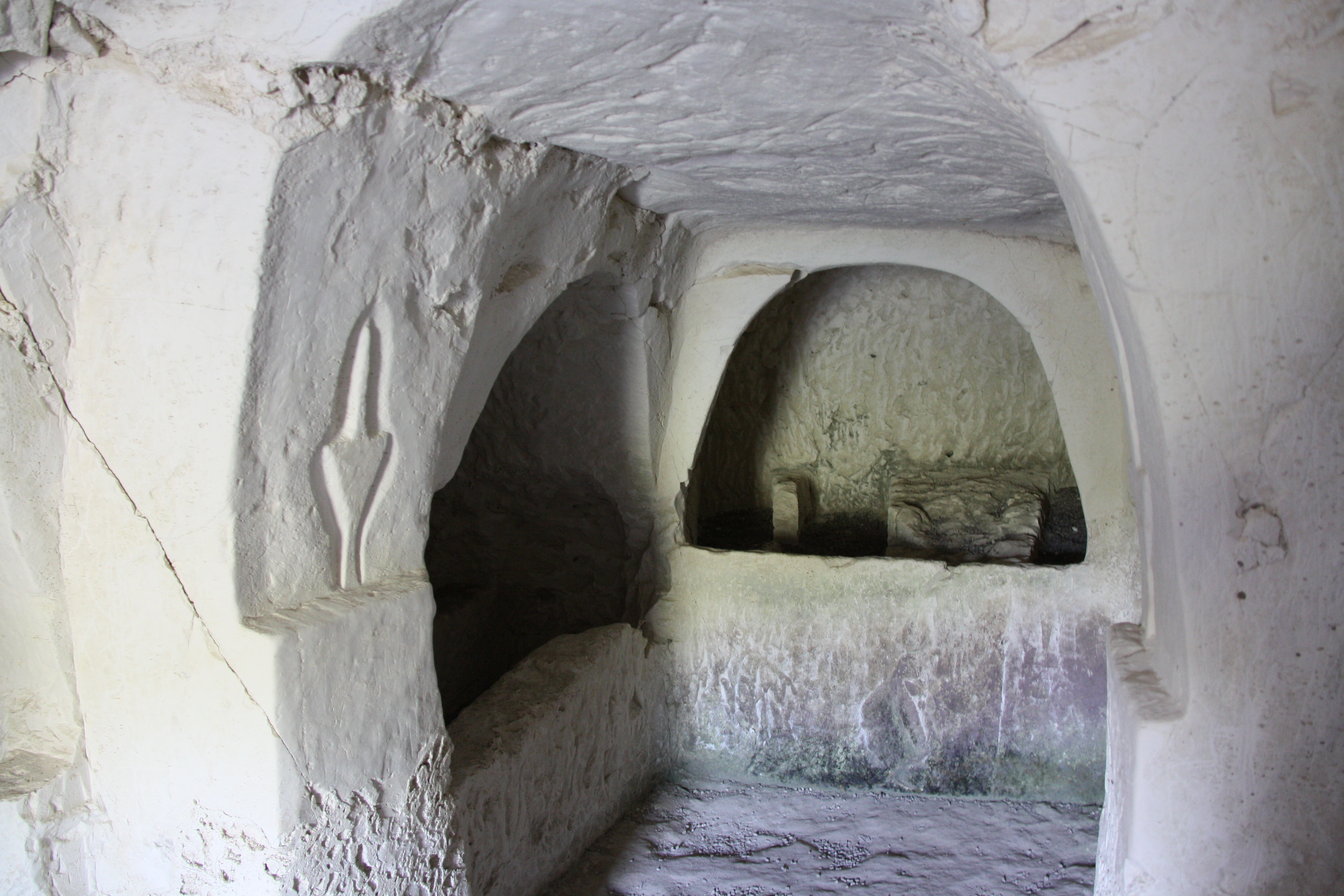
"Grotta dei Lulavim"

#### Poema all'interno della catacomba
Un'elegia, scritta in caratteri arabi tipici del IX-X secolo e contenente la data AH 287 o 289 (900 o 902), è stata trovata nella catacomba Magharat al-Jahannam ("Grotta dell'Inferno") durante gli scavi condotti nel 1956. L'elegia, sofisticata e ben formulata, era stata composta dal poeta, precedentemente sconosciuto, Umm al-Qasim, il cui nome è dato in acrostico nel poema e può essere letta nel libro di Moshe Sharon.
Moshe Sharon ipotizza che questa poesia potrebbe segnare l'inizio della pratica di trattare questo sito come il santuario dello sceicco Abreik e suggerisce che sia stato utilizzato per la sepoltura in quel tempo e forse anche in seguito. Rileva inoltre che la grotta, all'interno della quale è stata trovata l'iscrizione, fa parte di una vasta area di antiche rovine, che costituiva un luogo naturale per l'emergere di un santuario locale. Attingendo al lavoro di Tawfiq Canaan, Sharon cita la sua osservazione che il 32% dei siti sacri che ha visitato in Palestina si trovava nelle vicinanze di antiche rovine.

### Nuovo scavo (2014)

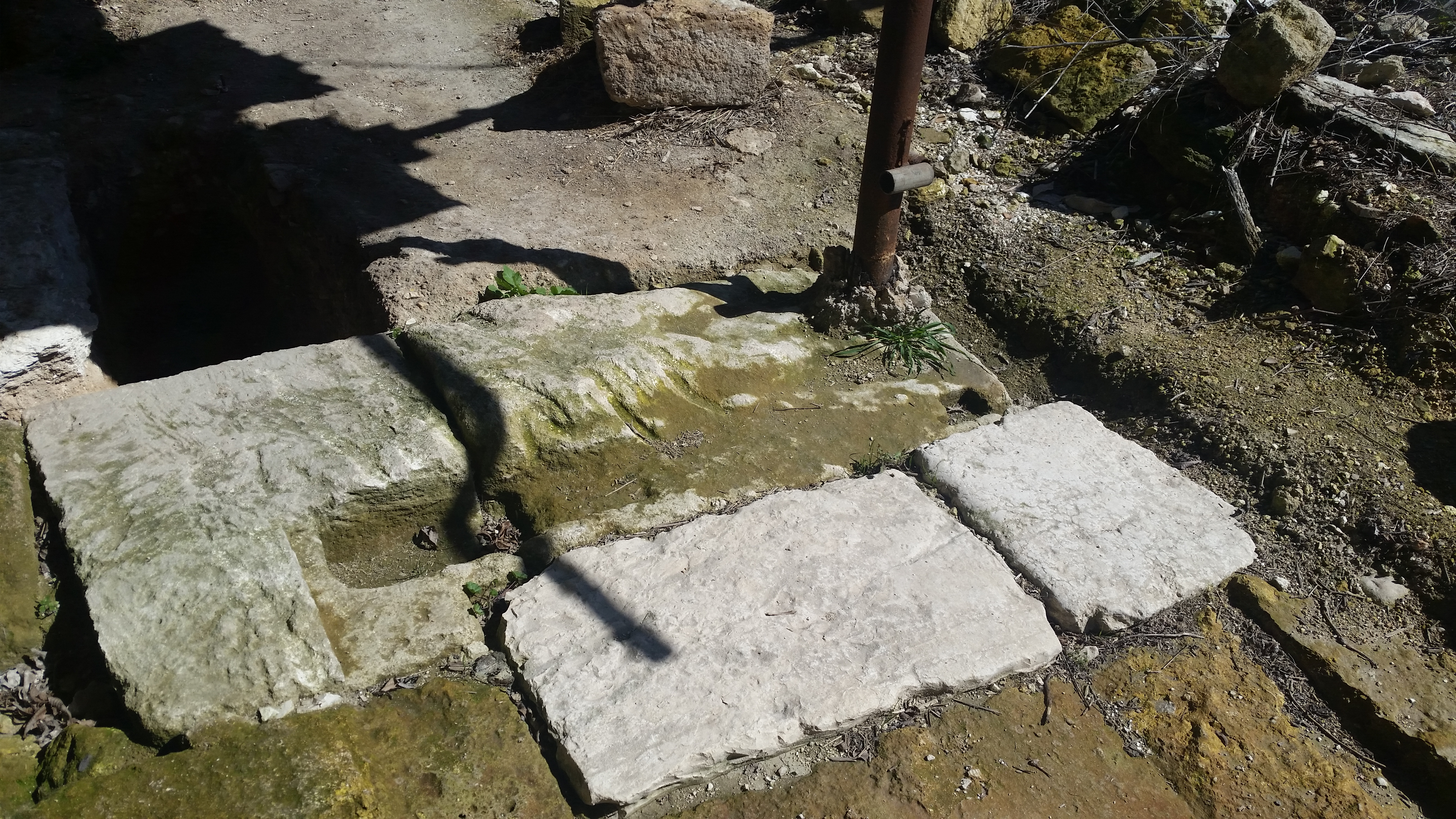
Una delle porte di pietra rotte all'ingresso di una delle grotte

Nel 2014, gli scavi nel sito sono stati ripresi dopo una pausa di 50 anni da Adi Erlich, per conto dell'Istituto di archeologia dell'Università di Haifa, e sono in corso dal 2021. Erlich sta concentrando i suoi scavi sulla città antica, che occupava la sommità della collina sopra la necropoli ben studiata e di cui erano stati scoperti solo pochi edifici in precedenza.

## Galleria d'immagini

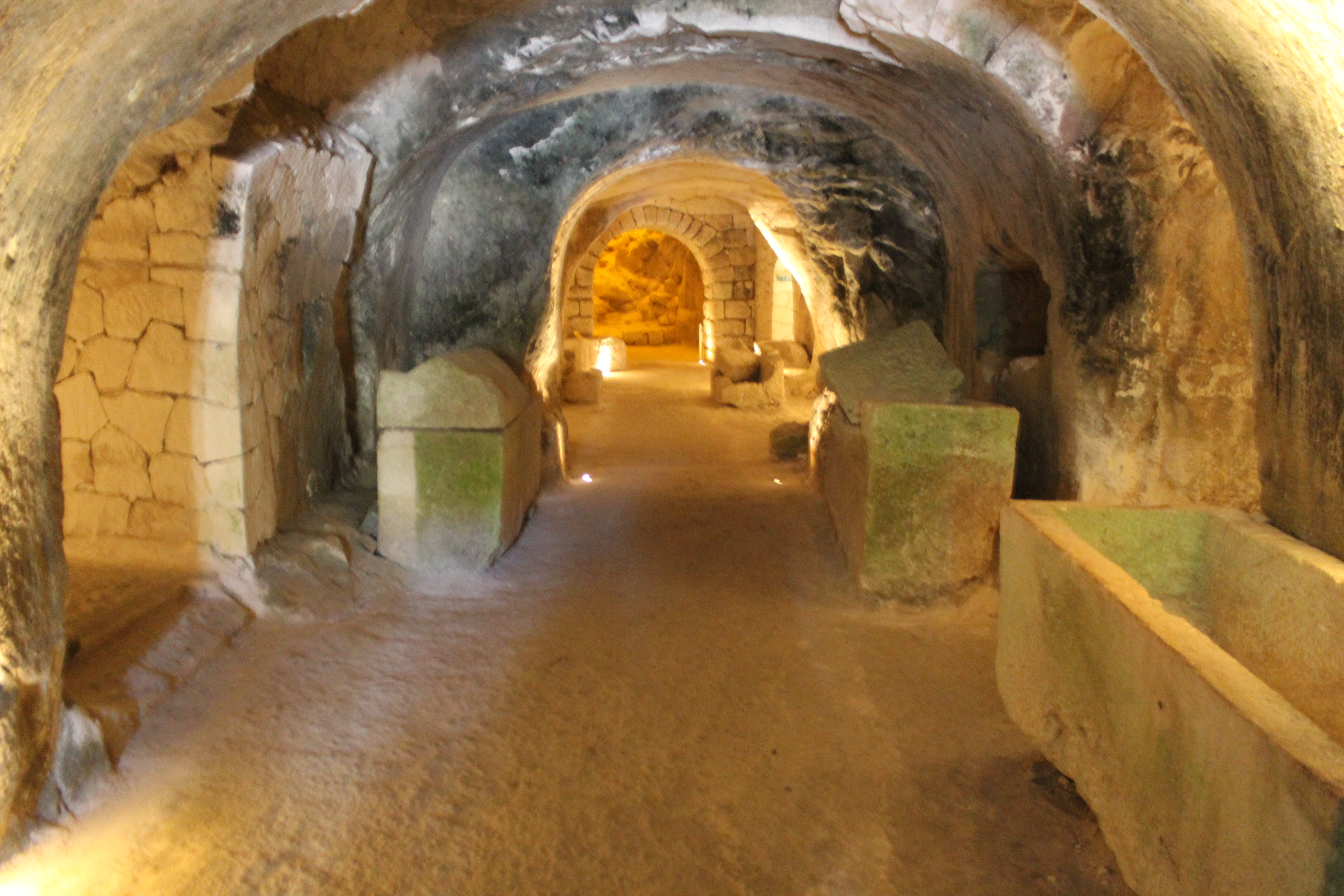
Catacomba n. 20, "Grotta delle bare"
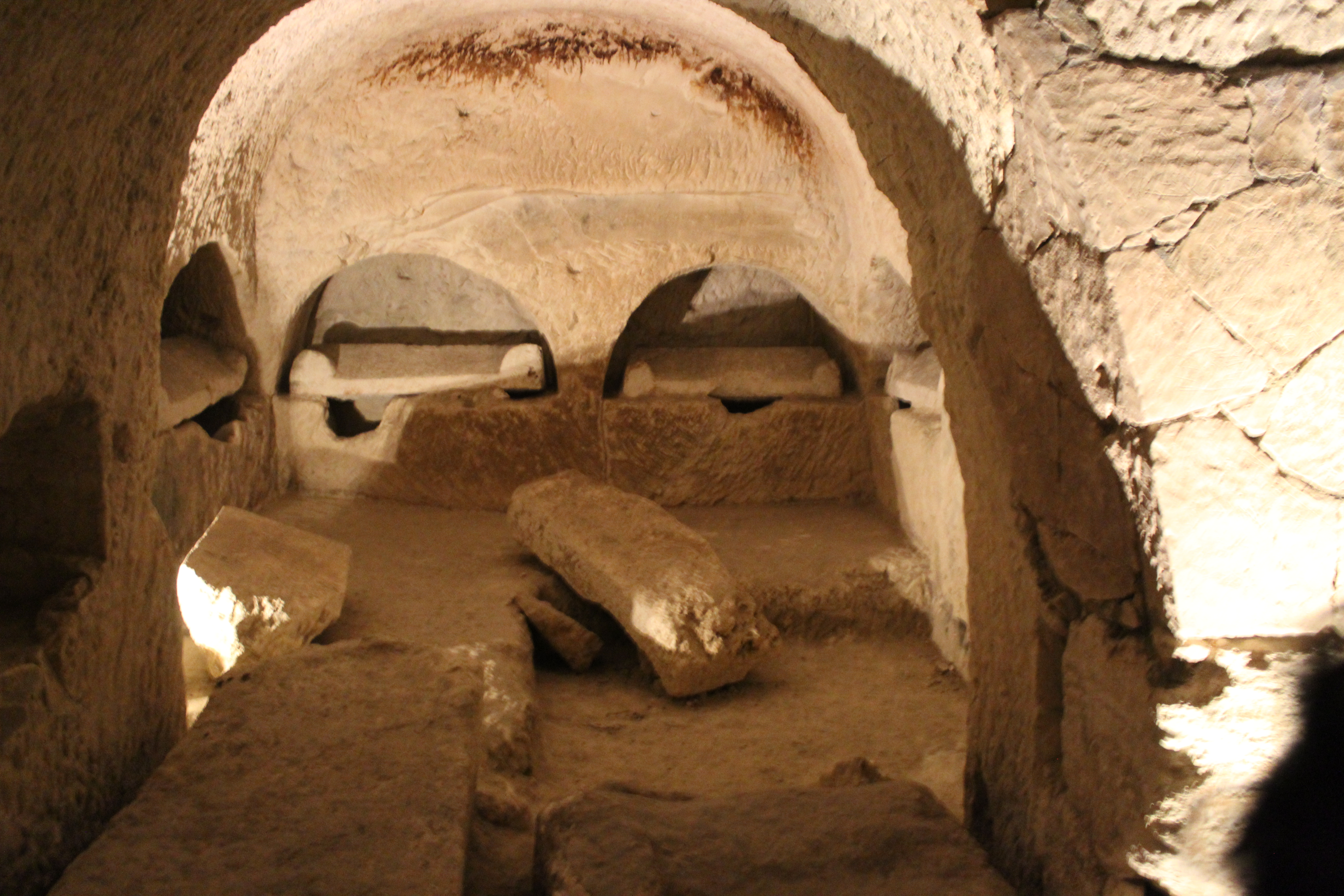
Camera dei loculi della necropoli di Beit Shearim
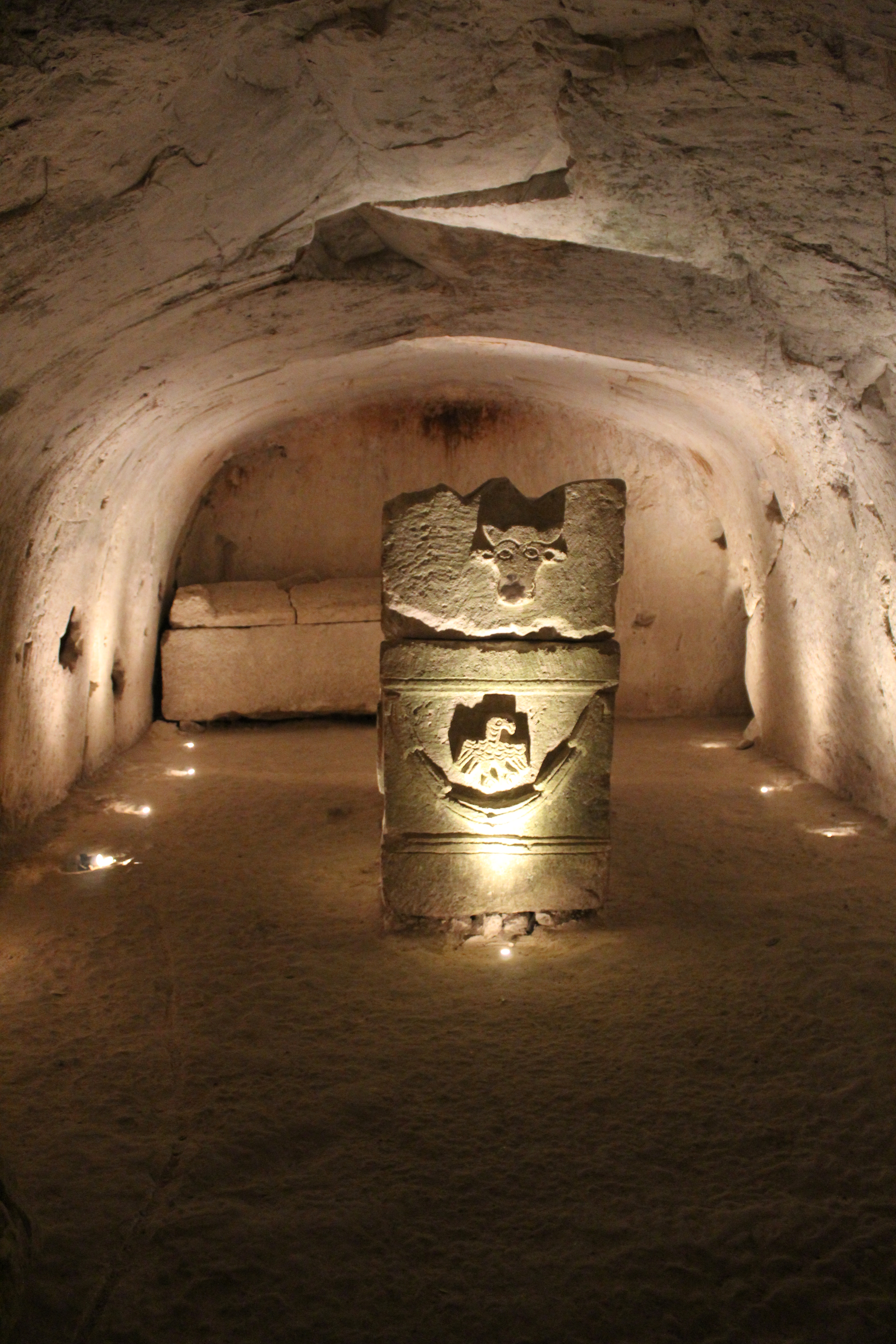
Camera con sarcofago
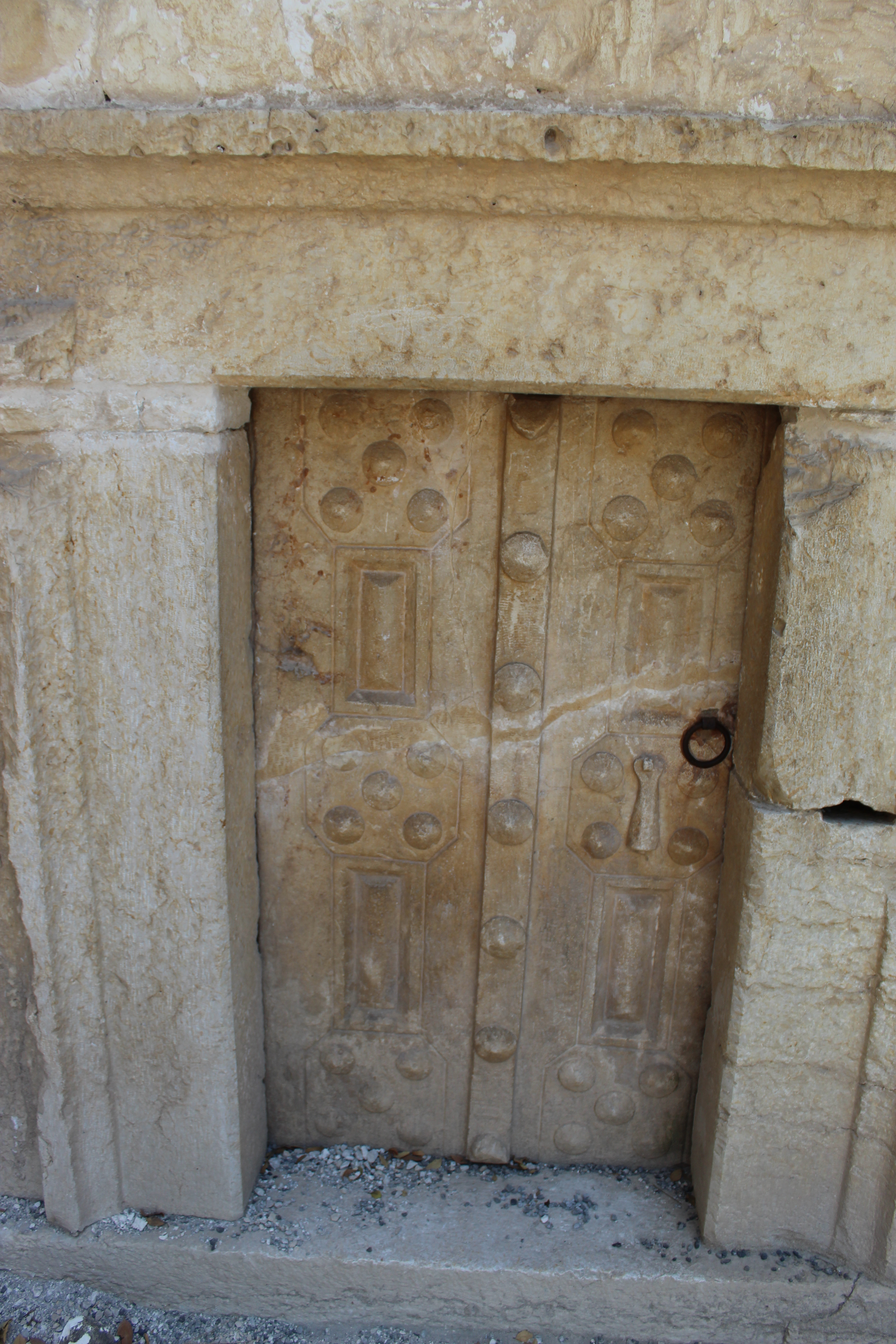
Porta in pietra spessa all'ingresso della catacomba, realizzata come replica della porta in legno sbalzato
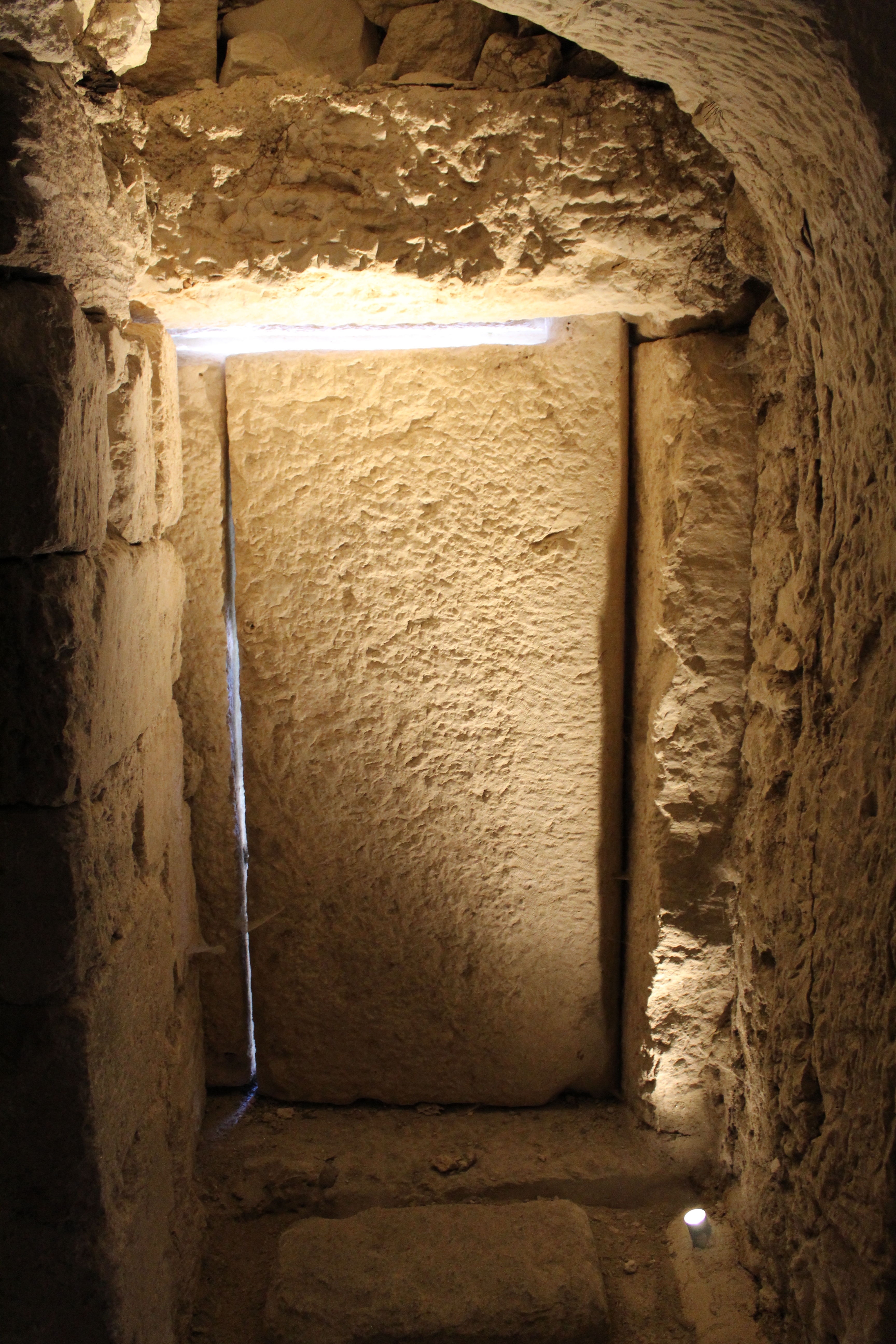
Porta della catacomba dall'interno (catacomba n. 14), Grotta di Rabbi Yehuda HaNasi
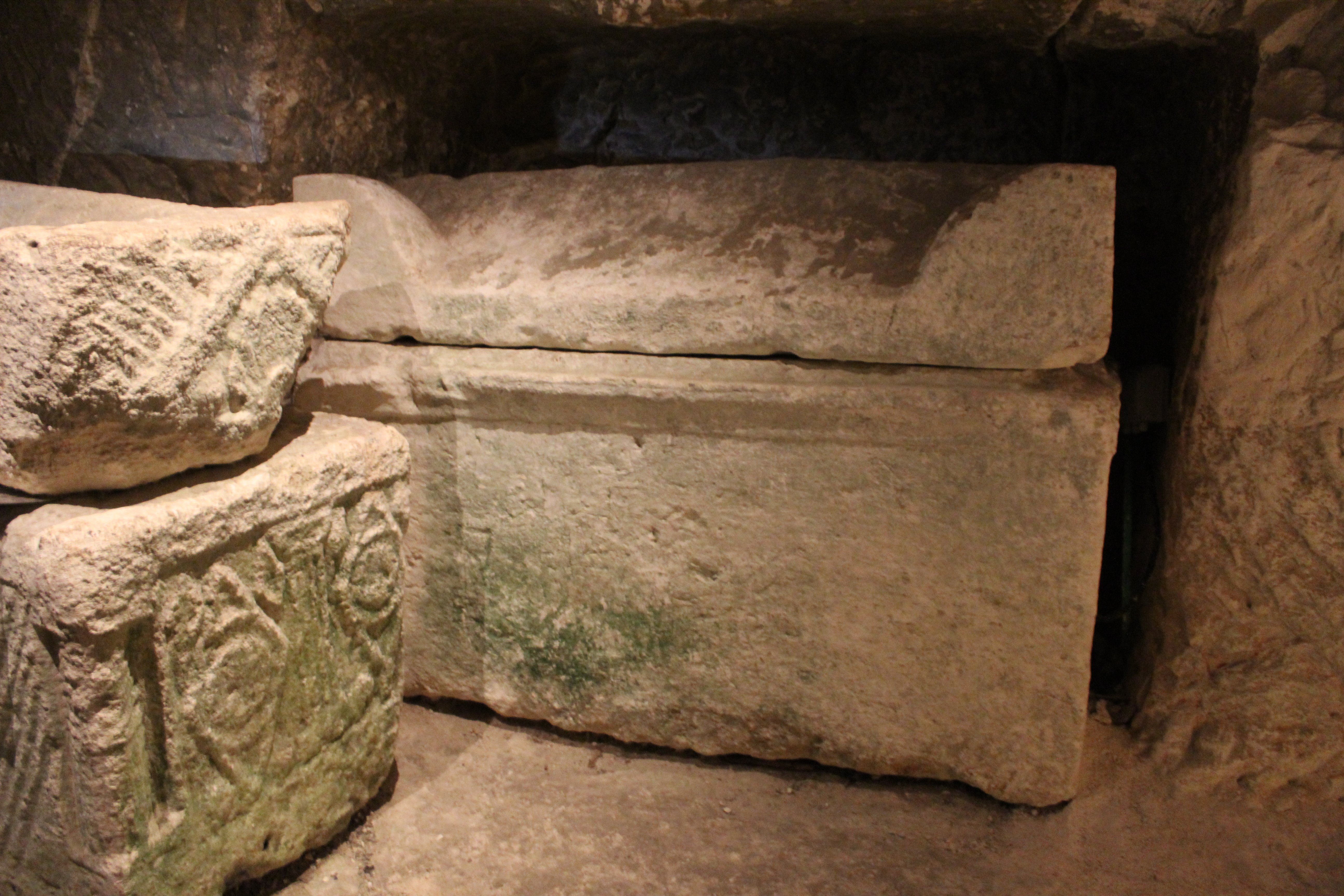
Sarcofagi della necropoli di Beit Shearim
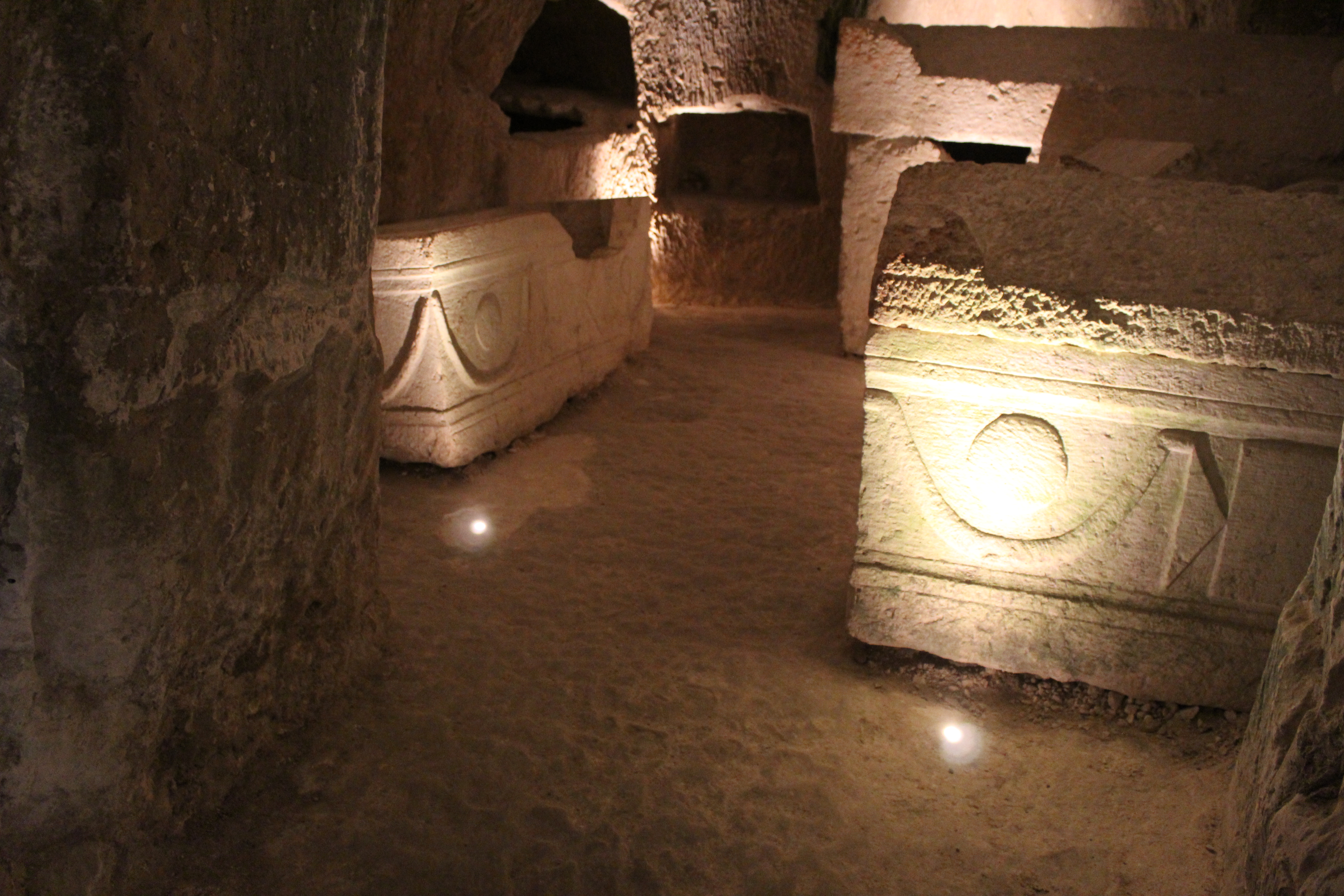
Sarcofagi della necropoli di Beit Shearim
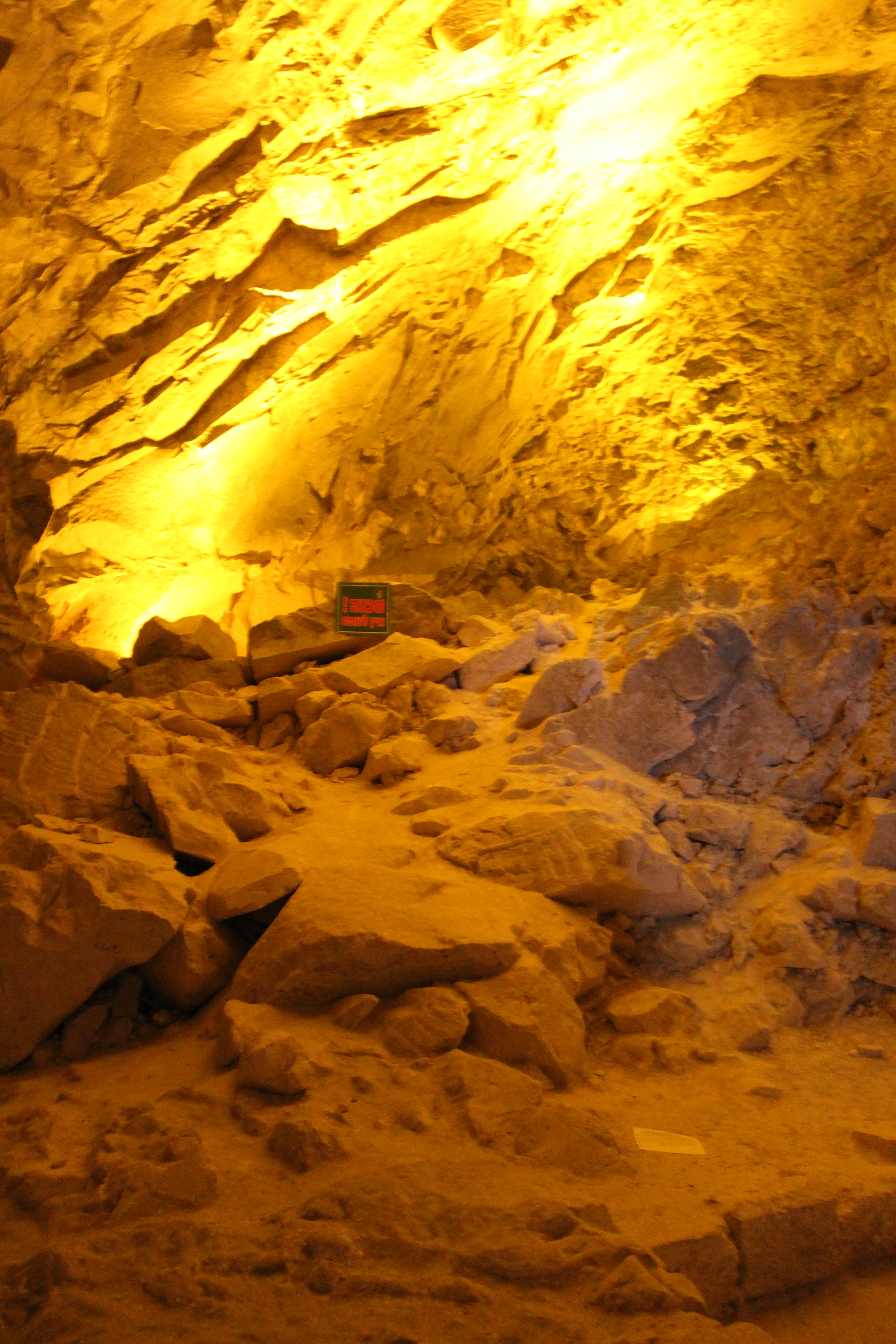
Grotta sepolcrale nella catacomba n. 20
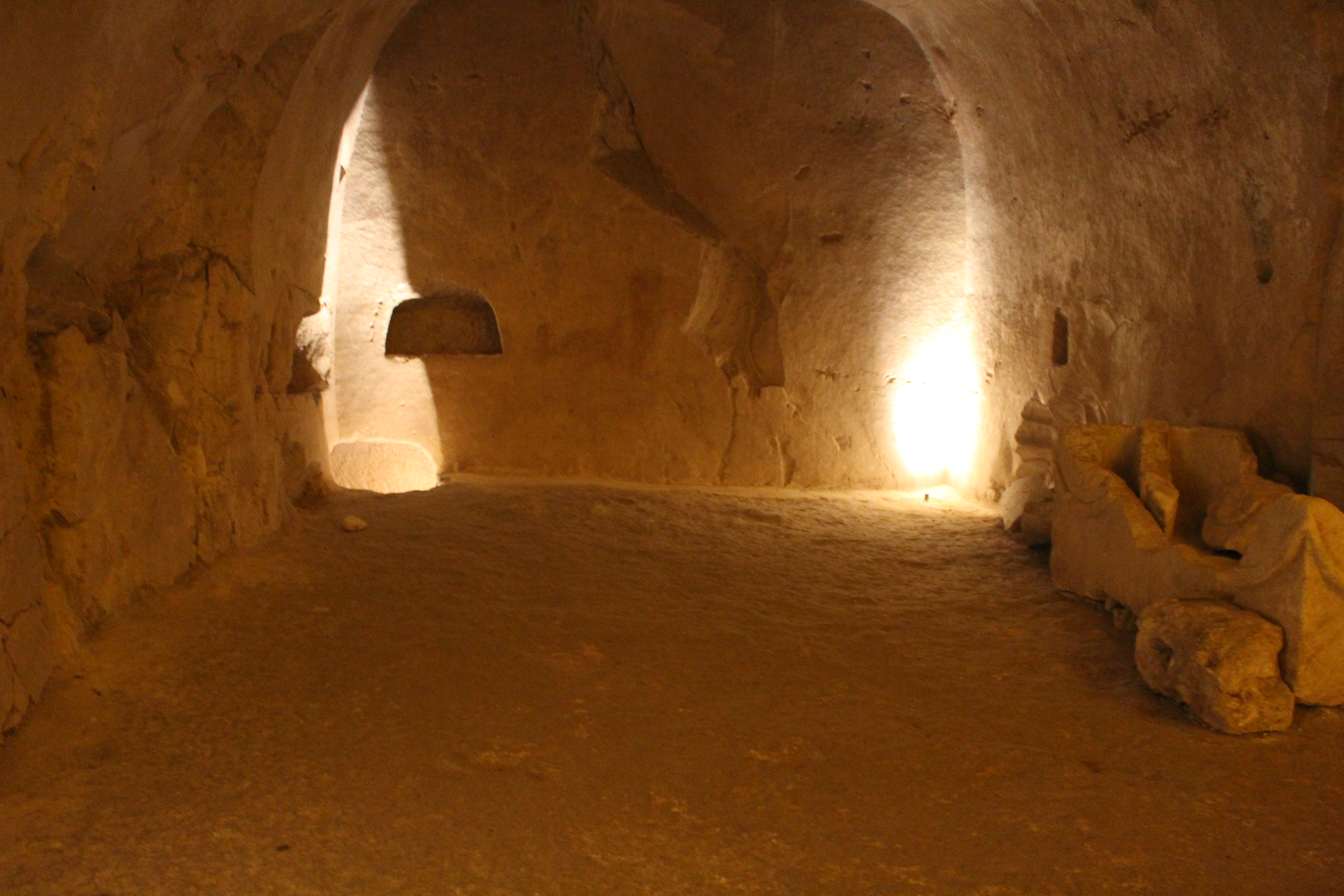
Camera nella Catacomba n. 20
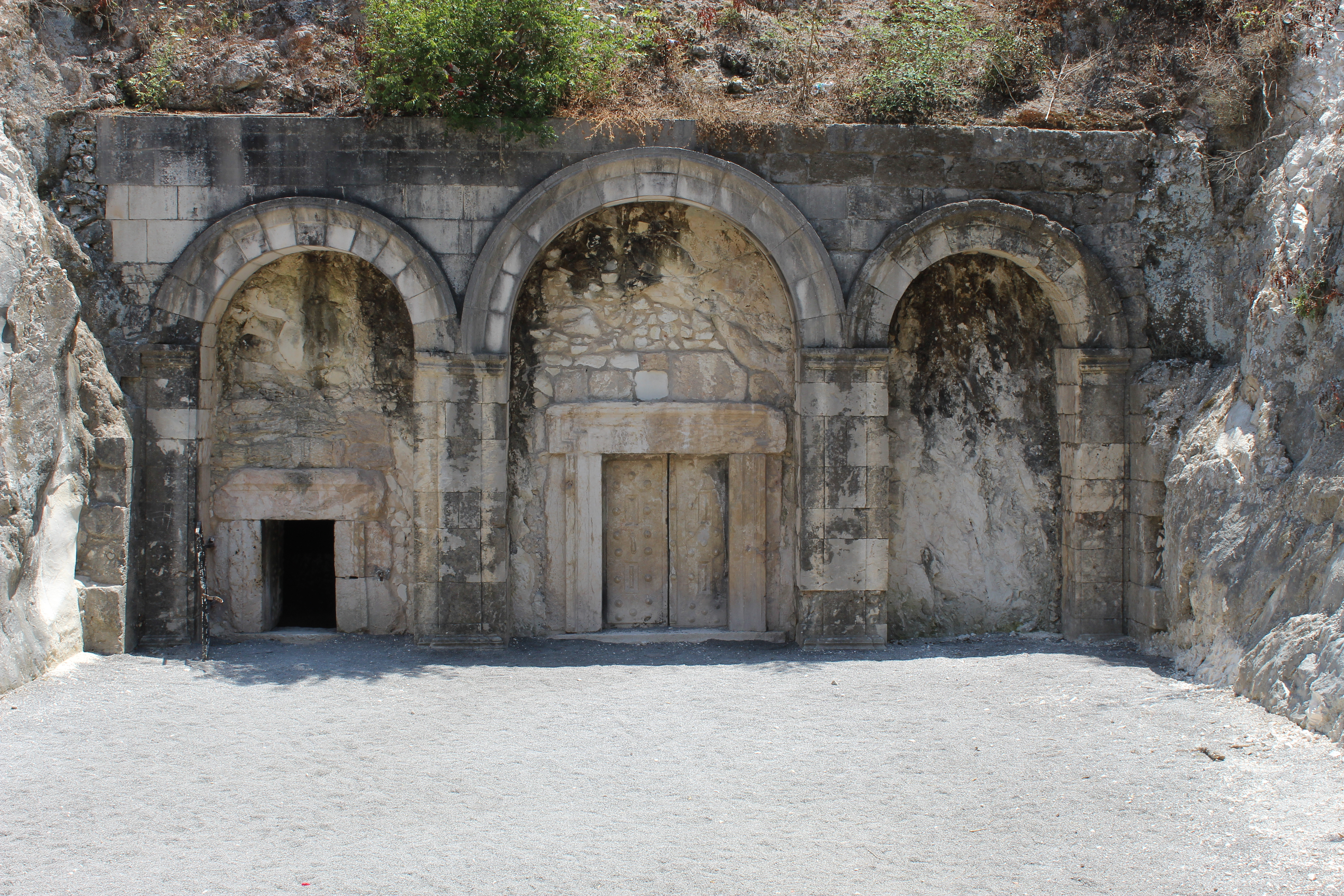
Catacomba n. 14, La grotta del rabbino Yehuda HaNasi
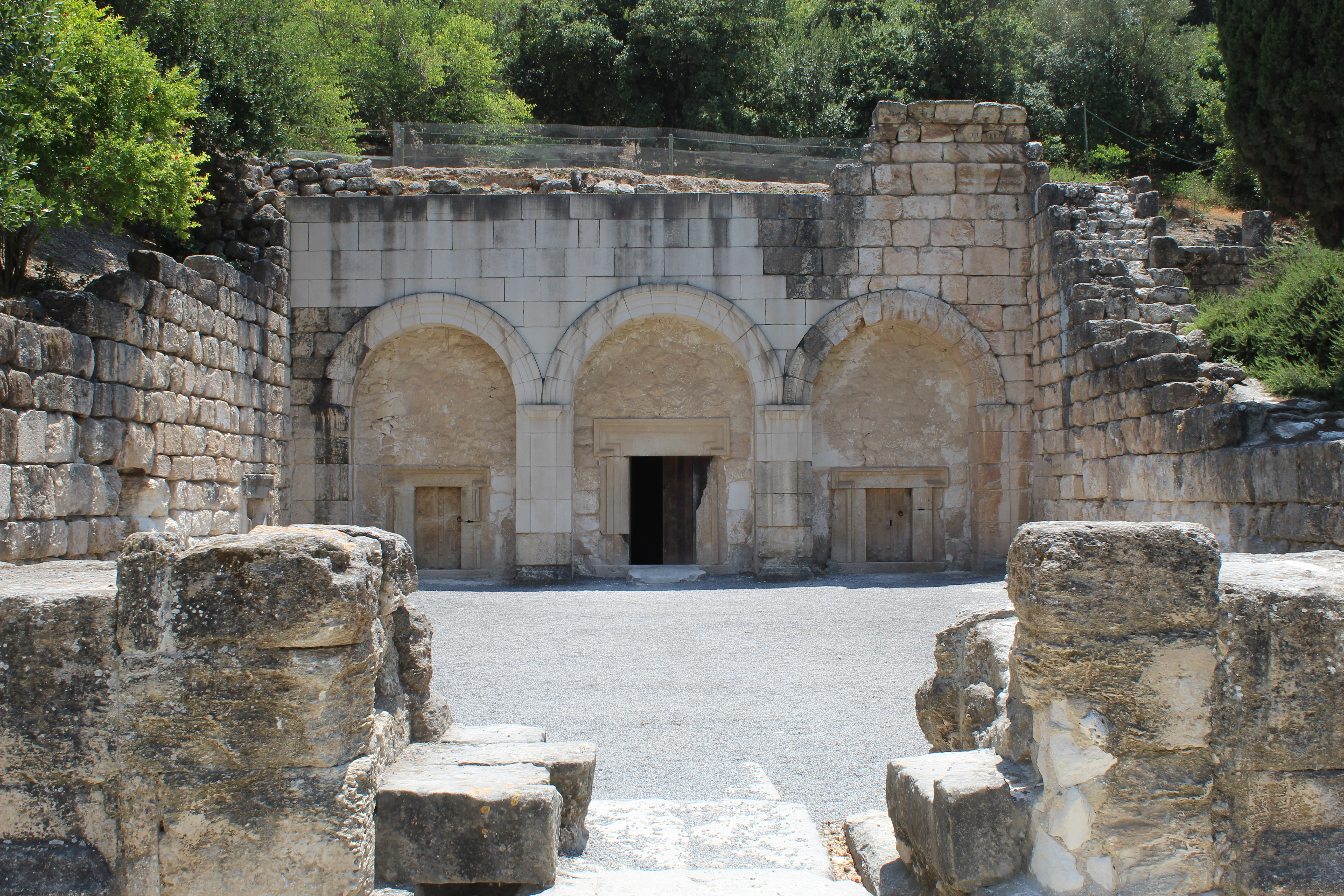
Catacomba n. 20, La grotta delle bare
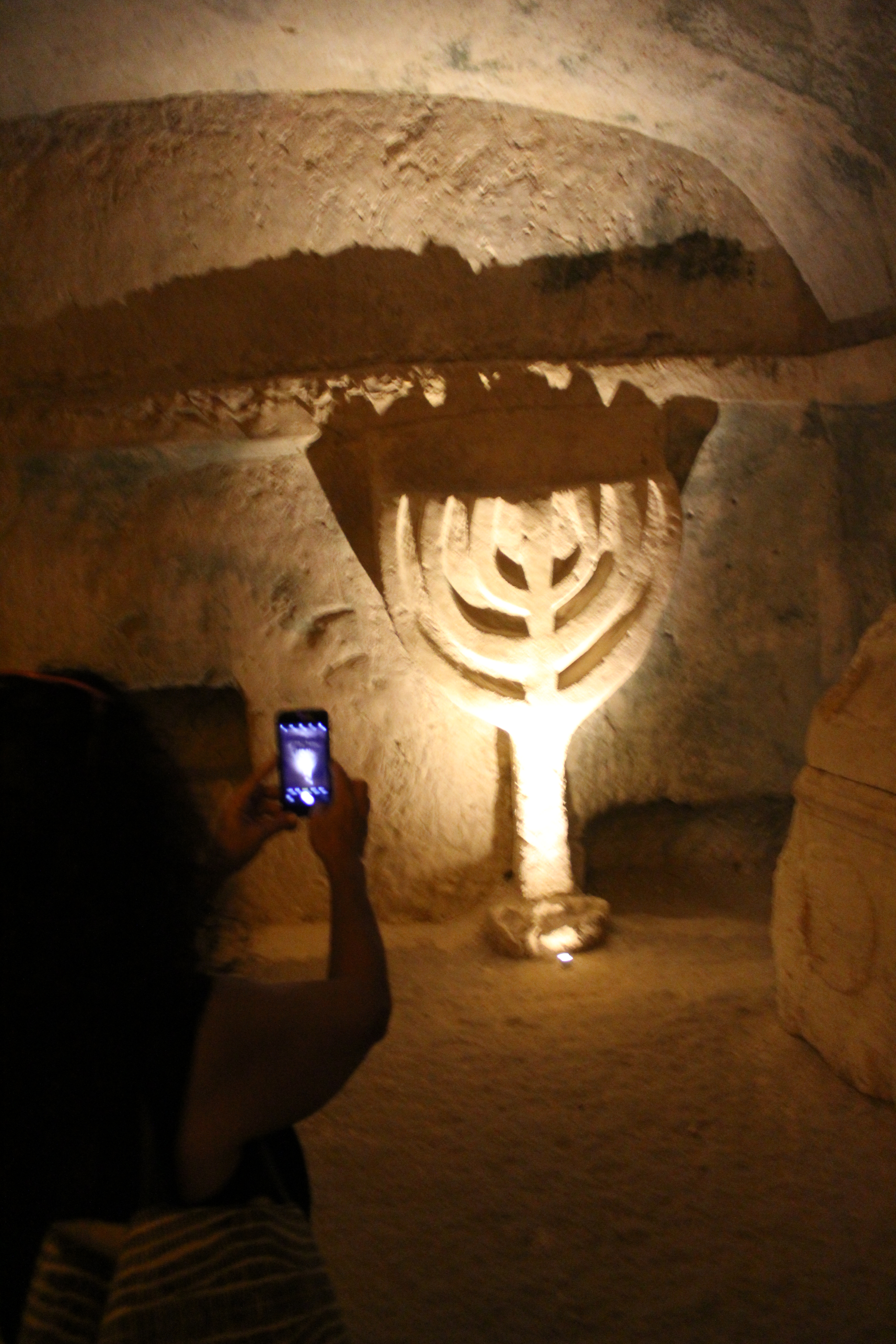
Menorah nella catacomba n. 20
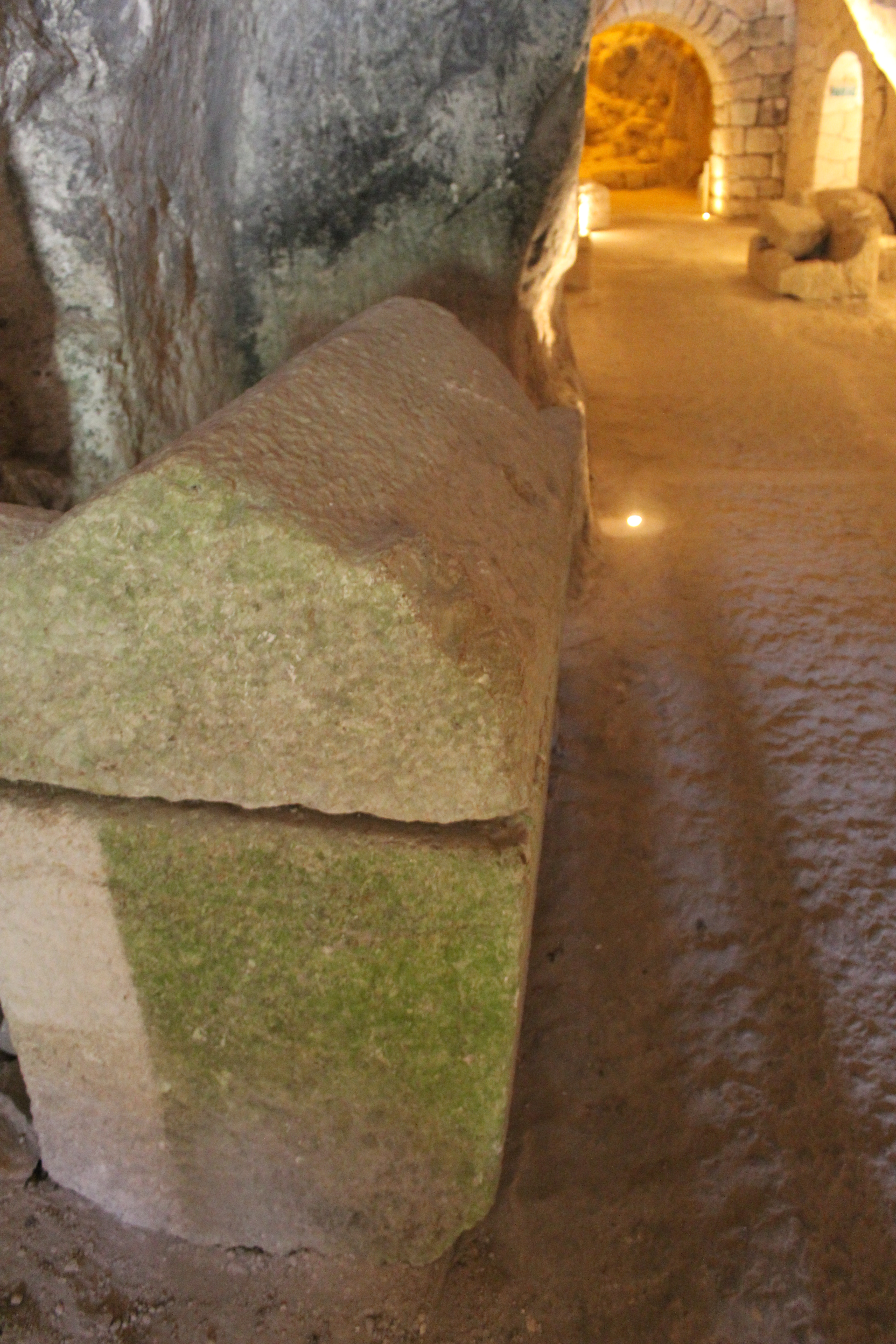
Sarcofago a Beit Shearim
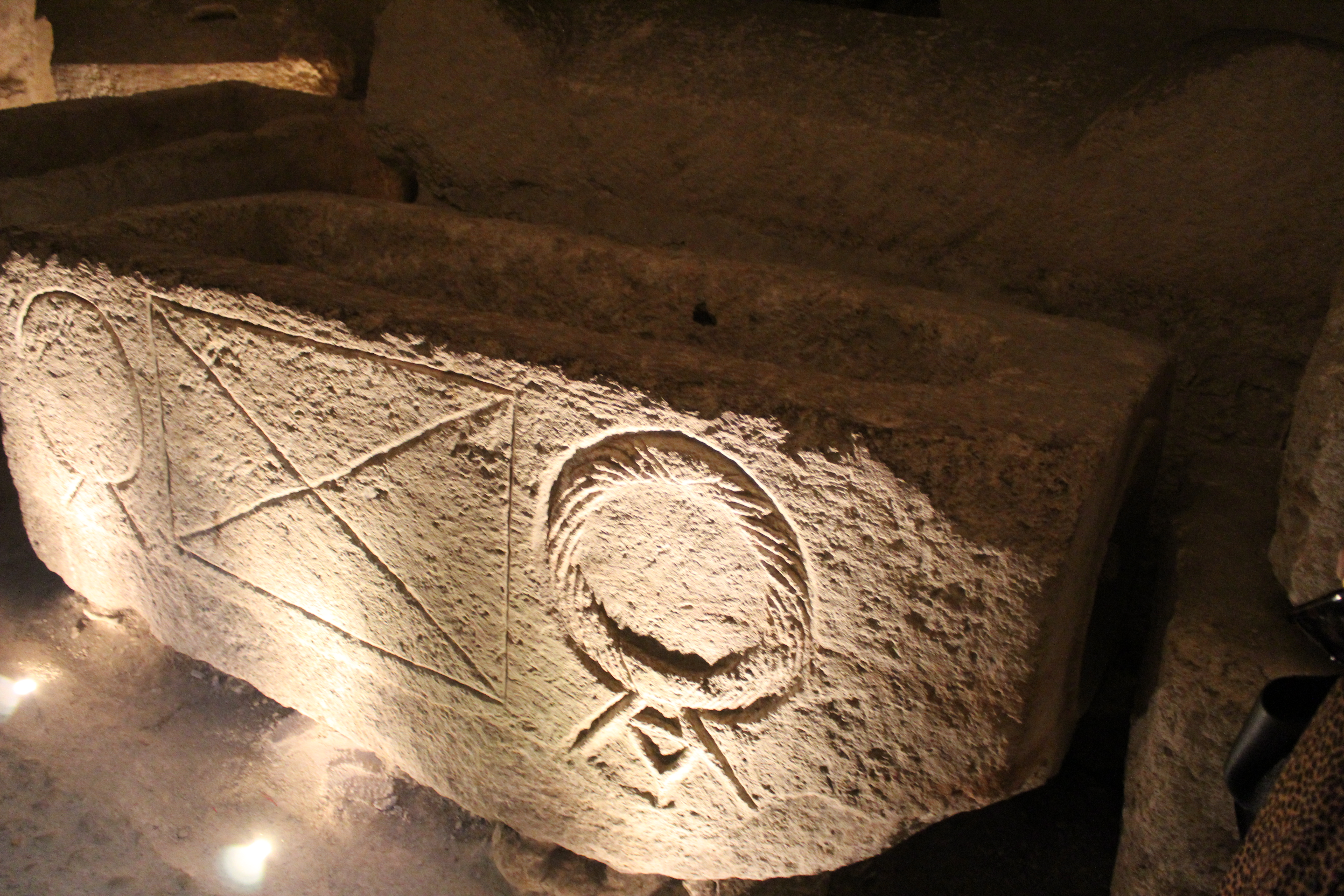
Sarcofago